# Blackshear
Blackshear é uma cidade localizada no estado americano de Geórgia, no Condado de Pierce.

## Demografia
Segundo o censo americano de 2000, a sua população era de 3283 habitantes.
Em 2006, foi estimada uma população de 3447, um aumento de 164 (5.0%).

## Geografia
De acordo com o United States Census Bureau tem uma área de 
11,3 km², dos quais 11,1 km² cobertos por terra e 0,2 km² cobertos por água.

## Localidades na vizinhança
O diagrama seguinte representa as localidades num raio de 20 km ao redor de Blackshear. 